# Чинейвеем
Чинейвее́м (в верховьях — Средний Чинейвеем) — река в России, протекающая по Анадырскому району Чукотского автономного округа, левый приток Анадыря. Длина реки — 252 км, площадь водосборного бассейна — 4440 км².
Исток реки находится на южных склонах горы Обрывистой на Анадырском плоскогорье, на высоте более 600 м над уровнем моря. В верховьях огибает полукруг вокруг горного массива, состоящего из вершин Каменная, Орлик, Двушпилевая, Остроконечная и Скалистая, и, приняв приток Иттилыквеем, устремляется на юго-запад. Обогнув с к запада горы Чинейней, основное направление течения меняется на южное. На равнине долина реки заметно расширяется, ширина русла доходит до 125 м, начинает меандрировать. В нижнем течении русло сильно заболочено, множество небольших озёр в долине реки. Поселения на берегах отсутствуют. Перед устьем река разделяется на многочисленные протоки. Впадает в Анадырь по левому берегу на отметке менее 10 м над уровнем моря в 343 км от его устья, на Парапольско-Бельской низменности, выше впадения реки Белой. Ширина основной протоки перед устьем — до 140 м при глубине до 2 м; скорость течения в низовьях составляет 0,8 м/с. 

## Основные притоки
Указаны поименованные притоки длиной 30 км и более.
| Название    | Расстояние от устья | Длина | Положение |
| ----------- | ------------------- | ----- | --------- |
| Вэрельвеем  | 61                  | 98    | левый     |
| Поэньянвеем | 107                 | 58    | правый    |
| Черервеем   | 107                 | 42    | левый     |

## Данные водного реестра
По данным государственного водного реестра России и геоинформационной системы водохозяйственного районирования территории РФ, подготовленной Федеральным агентством водных ресурсов:
- Бассейновый округ — Анадыро-Колымский
- Речной бассейн — Анадырь
- Речной подбассейн — нет
- Водохозяйственный участок — Анадырь от истока до впадения реки Майн
- Код водного объекта — 19050000112119000110228